# Император Мексики
Император Мексики (исп. Emperador de México) — титул монарха, главы государства Мексики. Титул учреждён в 1822 году, когда Мексика была провозглашена Империей, а императором Aгустин I, упразднена в 1823 году. Повторно восстановлена в 1863 году и упразднена в 1867 году, в связи с расстрелом последнего императора Мексики Максимилиана I.

## История

### Первая мексиканская империя (1822—1823)
Пользуясь неспособностью Испании проводить колониальную политику, испанский католический священник Мигель Идальго 16 сентября 1810 в городке Долорес провозгласил независимость Мексики. Это положило начало длительной войне. На конгрессе в Чильпансинго в 1813 была торжественно принята Декларация независимости Северной Америки. В 1821 была также подписана Декларация о независимости Мексики. А Мигель Идальго был схвачен врагами и казнён.
В войне за независимость выделялись такие люди, как Идальго, Агустин Итурбиде, Висенте Герреро, Хосе Мария Морелос. Война длилась одиннадцать лет, пока освободительные войска не вошли в Мехико.
Избранный император Агустин Итурбиде родился в 1783 в семье испанского дворянина и креолки. В 1798 вступил в испанскую армию. В 1820 получил чин полковника. Во время войны подавлял мексиканские выступления. В 1819 переметнулся в лагерь повстанцев, объявив в своём воззвании, что хочет видеть Мексику конституционной монархией. Число его приверженцев росло. В 1821 он взял Мехико. Народ и гарнизон избрали его императором. Позже это было подкреплено парламентским решением. Это решение считалось временным, пока не найдётся какой-нибудь европейский принц. Титул нового монарха звучал так: Por la Divina Providencia y por el Congreso de la Nación, primer emperador constitucional de Mexico («Божьим Провидением и волей Национального Конгресса, первый конституционный император Мексики»). 21 июля 1822 состоялась коронация.
Часть конгресса постоянно критиковала действия Агустина. Командующий гарнизоном Веракруса, будущий президент Мексики Антонио Лопес де Санта-Анна поднял восстание против Итурбиде, и 1 декабря 1822 объявил Мексику республикой. В это же время он вошел в сговор с генералом Гуадалупе Виктория с целью свержения режима.
Восстало несколько провинций, и везде за исключением Веракруса повстанцы были разбиты имперскими войсками. На сторону Санта-Анны перешёл генерал императорской армии Эчевери. Мятежники ездили по провинциям с призывом созвать всеобщий конгресс, и в большинстве мест этот план был поддержан. Бо́льшая часть населения страны встала за республиканский строй. У императора почти не осталось сторонников. Отрёкшись от престола, 19 марта 1823 Агустин бежал из страны. Спустя год он вернулся, но был схвачен и расстрелян.

### Вторая Мексиканская империя (1863—1867)
18 июня 1863 года французскими властями была созвана зависимая от Наполеона III Верховная правительственная хунта из 35 человек. Хунта избрала регентский совет и созвала ассамблею из 215 нотаблей, которые должны были избрать императора. 10 июля нотабли провозгласили Мексику умеренной наследственной монархией и предложили императорскую корону австрийскому эрцгерцогу Максимилиану.
10 апреля 1864 года Максимилиан принял корону. Он также утвердил договор между Мексикой и Францией, налагавший на первую непосильные финансовые обязательства по уплате долгов. Секретное приложение к договору в частности содержало пункт, о том, что Франция обязуется не отказывать империи в помощи независимо от событий в Европе. В конце мая Максимлиан с супругой Шарлоттой прибыл в Веракрус. 11 июня он вступил в Мехико.
За прекращение интервенции выступало французское общественное мнение и оппозиция Наполеона III. Продолжение оккупации Мексики также создавало угрозу военного конфликта с Соединёнными штатами. В 1866 году ввиду неизбежности войны между Францией и Пруссией было объявлено о выводе из страны французских сил.
21 июня 1867 года республиканцы овладели Мехико, а 29 июня — Веракрусом, который был последним оплотом консерваторов. 15 июня Хуарес торжественно вступил в столицу.
Император был предан военно-полевому суду и в соответствии с декретом от 25 января 1862 года приговорён к расстрелу. 19 июня приговор был приведён в исполнение: император Максимилиан, генералы Мирамон и Мехиа были расстреляны на Холме Колоколов.

## Список Императоров
- Агустин I Итурбиде c 19 мая 1822 по 19 марта 1823 г.
- Максимилиан I Габсбург с 10 апреля 1864 по 19 июня 1867 г.

## Галерея

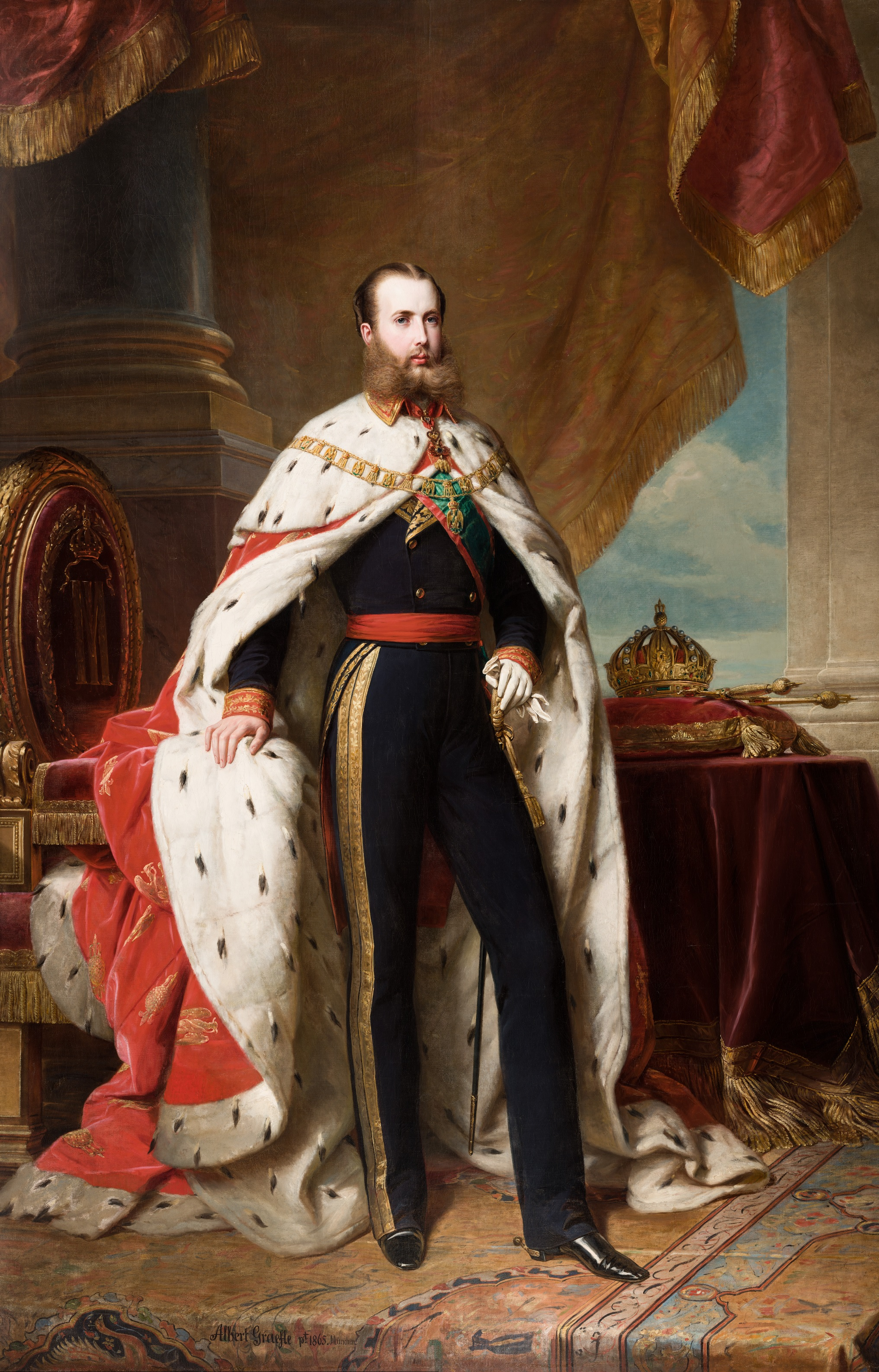
Император Мексики Максимилиан I
Агустин I, первый император Мексики
Герб Второй мексиканской империи
Флаг Мексики (1863-1864)
Герб Мексиканской империи (1822-1823)